# Jaws 2
Jaws 2 is een Amerikaanse horrorfilm uit 1978, geregisseerd door Jeannot Szwarc. De film is het vervolg op de kaskraker Jaws van Steven Spielberg. Hoofdrollen werden vertolkt door Roy Scheider, Lorraine Gary en Murray Hamilton.

## Verhaal
Het verhaal speelt zich vier jaar na de eerste af, en de rust is weergekeerd op het eiland Amity. Maar niet voor lang. Twee duikers verdwijnen plotseling in de zee, en laten een camera achter. Commissaris Martin Brody (Roy Scheider) begint al vermoedens te krijgen. Dan verdwijnen er nog eens twee mensen, die aan het waterskiën waren. Op de foto's van de camera is niet duidelijk te zien wat het is, maar Brody herkent er meteen een grote witte haai, net zo een, die vier jaar geleden het water onveilig maakte. Niemand gelooft hem, maar Brody is vastbesloten de haai te vinden en te doden.

## Rolverdeling
| Acteur               | Personage                     | Opmerkingen                  |
| -------------------- | ----------------------------- | ---------------------------- |
| Roy Scheider         | Politiechef Martin Brody      |                              |
| Lorraine Gary        | Ellen Brody                   |                              |
| Murray Hamilton      | Burgemeester Larry Vaughn     |                              |
| Joseph Mascolo       | Len Peterson                  |                              |
| Jeffrey Kramer       | Hulpsheriff Jeff Hendricks    |                              |
| Collin Wilcox Paxton | Dr. Lureen Elkins             | als Collin Wilcox            |
| Ann Dusenberry       | Tina Wilcox                   |                              |
| Mark Gruner          | Michael 'Mike' Brody          | oudste zoon Martin en Ellen  |
| Marc Gilpin          | Sean Brody                    | jongste zoon Martin en Ellen |
| Barry Coe            | Tom Andrews                   |                              |
| Donna Wilkes         | Jackie                        |                              |
| Gary Dubin           | Eddie Marchand                |                              |
| Gary Springer        | Andy Williams                 |                              |
| John Dukakis         | Polo                          |                              |
| David Elliott        | Larry Vaughn Jr.              |                              |
| Keith Gordon         | Doug Fetterman                |                              |
| G. Thomas Dunlop     | Timmy                         |                              |
| Cindy Grover         | Lucy                          | als Cynthia Grover           |
| Gigi Vorgan          | Brooke                        |                              |
| Ben Marley           | Patrick                       |                              |
| Martha Swatek        | Marge                         |                              |
| Billy Van Zandt      | Bob                           |                              |
| Susan French         | Grace Witherspoon, oude vrouw |                              |

## Achtergrond

### Productie
Universal wilde al kort na het succes van Jaws een vervolg maken. Howard Sackler, die het script van de vorige film had geschreven, kreeg de opdracht toegewezen. Hij wilde eerst een prequel maken, maar dit idee werd verworpen. Steven Spielberg was al vanaf het begin tegen een vervolgfilm, en weigerde mee te werken aan Jaws 2. Universal huurde daarom regisseur John D. Hancock in om de film te regisseren. Hij kreeg het project echter niet van de grond en werd na acht maanden van de film afgehaald. Hierop werd Carl Gottlieb ingehuurd om het script te schrijven. De nieuwe regisseur werd Jeannot Szwarc.
Net als bij de vorige film ging de productie gepaard met de nodige problemen. Acteur Roy Scheider wilde pas meewerken aan de film nadat Universal had beloofd de ruzie tijdens opnames van The Deer Hunter, waar Scheider boos de set had verlaten, te vergeten. Tijdens de opnames had Scheider geregeld onenigheid met regisseur Jeannot Szwarc.
Voor de haai werden modellen uit de vorige film hergebruikt. In totaal werden er drie haaien gemaakt.

### Muziek
John Williams componeerde opnieuw de filmmuziek. Hij kreeg de opdracht de muziek complexer te maken daar de film ook complexer was dan zijn voorganger.
Door problemen met de productie was de film nog niet af toen Williams met het componeren van de muziek begon. Derhalve moest hij zich vooral laten inspireren door ruwe schetsen en suggesties van hoe het verhaal in de film zou verlopen.
Critici waren zeer te spreken over de muziek.

### Reacties
De film was in 1978 de meest succesvolle vervolgfilm ooit, en bleef gedurende 20 jaar behoren tot de 25 succesvolste films ooit.
De tagline van de film, "Just when you thought it was safe to go back in the water...", werd een van de bekendste taglines in de filmgeschiedenis, en is nadien vele malen geparodieerd of naar gerefereerd.